# Сражение у Ганале-Дориа
Сражение у Ганале-Дориа (ит. Battaglia del Ganale Doria) — боевые действия на южном, сомалийском, фронте с декабря 1935 по январь 1936 года между наступавшими эфиопскими войсками раса Деста Демтю и оборонявшимися  итальянскими войсками генерала Родольфо Грациани. Отразив наступление эфиопских войск, итальянская армия контратаковала и заняла 20 января 1936 года Нэгэле.

## Эфиопское наступление
К декабрю 1935 года инициатива на южном, сомалийском, фронте перешла к эфиопам. Замедлив итальянское наступление в Огадене, эфиопский командующий южным фронтом рас Деста Демтю решил провести операцию против итальянских войск, оборонявших гарнизон Доло, и после марша почти в 800 км от своих исходных баз в Сидамо и Боране во второй половине декабря 1935 года вступил в соприкосновение с итальянскими передовыми позициями.
Чтобы не быть обнаруженными разведкой с самолетов, абиссинские войска были разделены на три колонны: одна проследовала вдоль Дауа-Пармы вдоль границы с Британской Кенией, вторая двинулась к Оддо, третья — вдоль Ганале-Дориа; в то же время было запланировано нападение отдельного отряда вдоль течения Уэби-Шабелле, а на крайнем левом фланге развертывания войск рас Насибу имел задачу двинуться против гарнизонов Герлогубе и Горахея.
Узнав от разведки о намерениях эфиопов, Грациани решил использовать всю авиацию и отдал приказ ВВС постоянно атаковать войска противника на марше, чтобы  замедлить их продвижение и ослабить сопротивление. Одновременно он усилил гарнизон Доло, создав укрепленный лагерь протяженностью 64 км и разместив в районе реки Джубы 25 000 солдат, более 1000 пулеметов, 35 танков, 1300 грузовиков и 46 пушек, рассредоточенных по 150 позициям лагеря.
Грациани не ограничился усилением своей обороны, но также приказал совершить две вылазки, чтобы парировать атаку расов Насибу и Мерида: одна колонна вышла из Доло и, пройдя 80 км, обрушилась на абиссинский форпост Ламмаскиллинди, обратив гарнизон в бегство, в то время как другая колонна вышла из Кальафо и поднявшись вверх по Уэби-Шабелле, прибыла в Габбу, преградив путь войскам раса Мерида. Благодаря атакам военно-воздушных сил итальянцы удержали позицию до 30 декабря и обездвижили войска раса Мерида, которые в итоге воздержались от участия в запланированном наступлении.
В итоге эфиопское наступление потеряло импульс, и когда их войска завязали бои с первой линией итальянской обороны между Садеем и Ганале-Дориа, абиссинцы больше не могли производить каких-либо значительных действий, за исключением взятия 29 декабря форпоста Амино, в 60 км от Доло.

## Итальянское контрнаступление
Положение эфиопских войск, зажатых между реками Ганале-Дориа, Дауа-Парма и почти в 400 километрах от их тыловых баз, стало крайне критическим. Грациани решил воспользоваться благоприятной ситуацией и перейти в контратаку полностью моторизованной колонной численностью 14 000 человек, имевшей почти 800 пулеметов, чтобы прорвать линию противника с конечной целью достичь Негелли.
10 января 1936 года под прикрытием своих ВВС итальянские войска перешли в контрнаступление. Первая колонна генерал-лейтенанта Аугусто Агостини поднялась вверх по Дауа-Парме к Малка-Мурри и перерезала дорогу, не позволяя эфиопам укрыться в Кении или получить припасы из-за границы, вторая, в центре, полковника Мартини, двинулась на Филту по дороге, ведущей в Нэгэле, третья, правая, генерала Аннибале Бергонзоли, поднимаясь вверх по Ганале-Дориа, наступала на Бандер. В первые дни контрнаступления эфиопские войска оказали серьёзное сопротивление в Гогору, Гальгалло и вади Ддей-Ддей, где Мартини был блокирован на два дня, однако в конечном итоге превосходство в вооружении и непрекращающиеся атаки военно-воздушных сил сломили абиссинскую оборону: эфиопские войска в итоге беспорядочно отступили.
17 января Грациани, лично возглавив быструю колонну из 2000 человек, двинулся на Нэгэле, столицу Борана. Колонна, прикрытая военно-воздушными силами, ликвидировавшими слабые гарнизоны, оставшиеся в тылу, преодолела 250 км и 20 января заняла Нэгэле. Тем временем то, что осталось от войск рас Деста, отступило в леса Уады, теснимые моторизованной колонной генерала Бергонзоли и авиацией. 22 января, считая битву оконченной и считая сектор Нэгэле теперь безопасным, Грациани вернулся в Доло, оставив командование этим районом Бергонзоли.

## Результаты
Победа у Ганале-Дориа, несмотря на то, что она привела к завоеванию столицы Борана и полному уничтожению армии раса Деста Демтю, которая в конечном итоге оставалась на южном фронте бездействующей до конца войны, не была использована Грациани в полной мере. Захват Нэгэле не стал основой для последующего прыжка в Сидамо, а оттуда на Аддис-Абебу.